# M1934/39 (каска)
M1934 / 39 (греч. κράνος υπ. 1934/39) — общевойсковая стальная каска вооружённых сил Греции времён Второй мировой войны итальянского производства.

## История создания
В середине 1930-х годов Италия решила заменить устаревшие шлемы Адриана на более современные. По результатам испытаний для итальянской армии был разработан и принят на вооружение шлем M33. Участвовавший в конкурсе вариант шлема Modello 1934 был предложен на экспорт.
В 1939 году правительство Греции заказало в Италии шлемы (в греческой армии получившие название M1934 / 39), но из-за начала войны перевооружить всю армию не удалось. 28 октября 1940 года итальянские войска атаковали Грецию.
После оккупации Греции в мае 1941 года значительное количество шлемов былo захвачено и использовалась оккупационными войсками. После 1945 шлемы этого типа использовались в частях греческой армии вместе с английскими касками Mk.II, но в 1948 году началась их замена в войсках на полученные по программе военной помощи из США каски М1. В полиции Греции они использовались до 1960-х годов.

## Галерея
- M1934/39 (вид спереди)
- M1934/39 (вид сбоку)
- Надпись внутри шлема "ΕΛΛΗΝΙΚΟΣ ΣΤΡΑΤΟΣ"

## Конструкция
Модель шлема 1934/39 года была изготовлена из никелевой стали, имела толщину 1,1 мм и вес от 1 до 1,1 килограмма в зависимости от размера.
Большинство шлемов № 1934/39 было получено из Италии только в виде корпусов, которые были окрашены в греческие цвета и к которым были добавлены греческие подтулейные устройства. Шлемы армии были окрашены в традиционный греческий хаки, авиационныe в серый, в то время как в военно-морском флоте они были окрашены в тёмно-синий цвет. Вентиляционных отверстий не было, и внутренняя облицовка была прикреплена к корпусу четырьмя винтами для большего удобства. Были доступны три размера корпуса с семью внутренними размерами.